# 세스트리에레

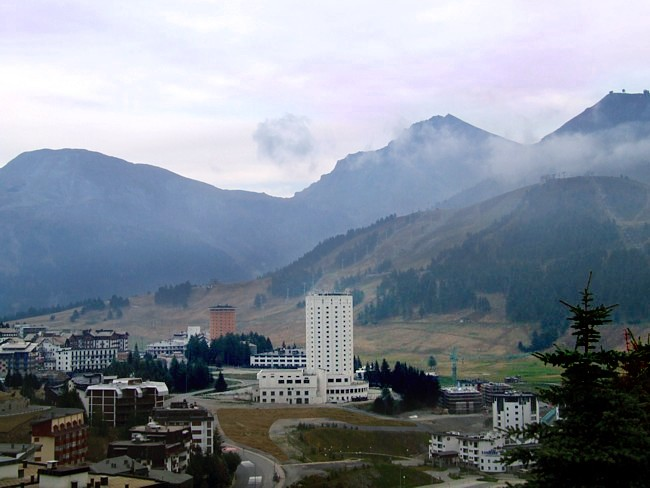
세스트리에레

세스트리에레(이탈리아어: Sestriere, 프랑스어: Sestrières, 오크어: Sestrieras, 피에몬테어: Ël Sestrier)는 이탈리아 피에몬테주 토리노현에 위치한 코무네로 면적은 25km2, 높이는 2,035m, 인구는 886명(2008년 기준), 인구 밀도는 35명/km2이다.
알프스산맥과 접하며 프랑스 국경에서 17km 정도 떨어진 곳에 위치한다. 스키 리조트로 유명한 곳이며 2006년 토리노 동계 올림픽, 2006년 토리노 동계 패럴림픽의 알파인 스키 경기가 이 곳에서 개최되었다.